# Pravilniceasca condică
Pravilniceasca condică este o culegere de legi întocmită în anul 1775 sub domnia lui Alexandru Ipsilanti pentru Țara Românească, publicată și pusă în vigoare abia după cinci ani, în 1780. Ea a fost scrisă în limba greacă și în limba română. Denumirea de ”Pravilniceasca condică” este convențională, deoarece oficial ea s-a numit, în limba greacă, Sintagmation nomicon, iar în limba română, Mica rânduială juridică. Prin această legiuire s-a făcut un pas important în direcția modernizării organizării justiției. 
Are ca izvoare unele dispoziții din „Bazilicale”, jurisprudența (povețele) și doctrina juridică modernă (Montesquieu, Beccaria). Elaborată în perioada descompunerii relațiilor feudale și formării relațiilor capitaliste, Pravilniceasca condică cuprinde și unele dispoziții corespunzătoare relațiilor de producție capitaliste în curs de apariție.
În Pravilă, de inspirație predominant cutumiară, se amestecă obiceiul pământului cu dispoziții ale dreptului bizantin. Pravila este o legiuire tipic feudală, care apără proprietatea feudală și reglementează în mod amănunțit dijma și claca. Din punct de vedere al dreptului moștenirii, a consacrat principiul masculinității.

Pravilniceasca Condică a lui Ipsilanti s-a aplicat în Țara Românească până la 1 septembrie 1818, când a fost abrogată de Codul lui Caragea.

## Condițiile premergătoare adoptării acestei Condici Pravilnicești
În secolul al XVIII-lea, Europa se afla sub influența iluminismului, ceea ce a determinat o efervescență culturală și ideologică, dar și un puternic curent de înnoire și de reformare a întregii societăți, de afirmare, mai clară, a drepturilor și libertăților individuale.
În acest context, s-a trecut la întocmirea de legi noi, moderne, în acord cu schimbările socio-economice (destrămarea feudalismului și consolidarea poziției burgheziei).
Țara Românească, condusă, la vremea aceea, de domnitorul Alexandru Vodă Ipsilanti, s-a înscris și ea în această mișcare de înnoire juridică. Grec,de origine din Constantinopol, Alexandru Vodă Ipsilanti a arătat, o deosebită grijă, în acestă privință. El avea o cultură aleasă și cunoștea multe limbi străine.
În tinerețe, Alexandru Vodă Ipsilanti, deținuse funcția de dragoman (echivalentul funcției de ambasador, în zilele noastre) al Porții Otomane, o funcție ce impunea respect și care includea atribuții de traducător, ghid oficial, dar și de diplomat între Înalta Poartă și statele, aparținând lumii creștine.
Numit domn al Țării Românești, în anul 1774, Alexandru Vodă Ipsilanti vine la București, însoțit de alaiul său, unde, pentru a-și consolida domnia, se încuscrește cu boierii români. La puțin timp după instalarea ca domn, Ipsilanti a emis un hrisov (în 1775), cu titlul „Pentru rânduiala departamenturilor de judecată“, ce cuprindea o nouă organizare a instanțelor de judecată.
Alexandru Vodă Ipsilanti voia să dea Țării Românești o lege mai potrivită cu nevoile timpului și care să fie cunoscută, de toți, prin tipărire. „Am făcut o pravilă carea și după ce vom arăta-o la toți, tălmăcind și pe limba românească, vom și tipări-o“, spunea el într-un hrisov domnesc din 1775.

## Structura Condicii Pravilnicești
Pravilniceasca condică este „primul cod de sinteză elaborat sub influența și conducerea lui Alexandru Vodă Ipsilanti”. 
Lucrarea conține patruzeci de titluri și două sute de puncte, numite astăzi „articole“, ce reglementează  organizarea instanțelor judecătorești, dar și procedura de judecată. Pravilniceasca condică cuprinde, de asemenea, și prevederi de drept civil și de dreptul familiei.
De asemenea, Pravilniceasca condică impune o serie de rânduieli noi, atât în ceea ce privește organizarea judiciară și procedura, dar și în ceea ce privește- garantarea libertății persoanei, norme referitoare la drepturi și datorii, cât și norme privind rânduieli mai favorabile pentru clăcași. 

## Elaborarea Condicii Pravilnicești
La elaborarea acestui cod de legi au lucrat, sub atenta îndrumare a domnului Alexandru Vodă Ipsilanti,  M. Fotino și Ienăchiță Văcărescu, primul în materia dreptului cutumiar, iar boierul erudit, Ienăchiță Văcărescu în elaborarea atribuțiunilor și funcționarea domniei ca instituție. 
Mare dregător domnesc,Ienăchiță Văcărescu (n.1740 – d.11 iulie 1797) a îndeplinit, de-a lungul timpului, importante misiuni diplomatice, la porunca domnului Alexandru Vodă Ipsilanti.
Pravilniceasca condică, având titlul complet Mic manual de legi despre buna orânduială și datoria fiecăreia din instanțele și din slujbele Principatului Valahiei, privitoare la cârmuire// Îndrumare a hotărârii pentru viitor a pricinilor, adunate acum ca model// Și dispoziția obiceiurilor locale, care sunt mai ales în uz, împreună cu dispozițiile bazilicale//Pentru păstrarea întocmai a dreptului și pentru neasuprirea cu nici un chip a celor săraci// Alcătuit de prea evlaviosul, prea înțeleptul și prea mărețul Domn al întregii Ungrovlahii Domnul Domn Ioan Alexandru Ipsilanti Voevod// În al șaptelea an al domniei lui, celei de Dumnezeu păzite, păstorind prea sfântul și prea învățatul Mitropolit, Domnul Domn Grigorie//Acum pentru întâia oară dat la lumină, în limba greacă și într-a țării//În tipografia prea sfintei Mitropolii a Ungrovlahiei, în anul mântuirii 1780, în luna Septemvrie a fost elaborată, bilingv (în limba română, dar și în limba neogreacă), în 1775, la porunca lui Alexandru Vodă Ipsilanti și a intrat în vigoare, abia în 1780, la cinci ani, distanță de la momentul adoptării sale, din cauza împotrivirii Imperiului Otoman.
La București a fost publicată o ediție bilingvă a acestei Condici Pravilnicești, în prefața căreia regăsim hrisovul (pitacul) de promulgare, emis Alexandru Vodă Ipsilanti.   
Pravilniceasca condică a fost reinvestită cu aplicabilitate generală de domnul Tării Românești, Nicolae Caragea, în 1784.
Abrogarea acestei Condici Pravilnicești a fost cerută de Tudor Vladimirescu, la 16 februarie 1821, în cadrul Adunării Poporului.  